# Die Sünderin
Die Sünderin (Păcătoasa) este un film german produs în 1951 în regia lui Willi Forst. Premiera filmului a provocat un scandal public și în același timp prin film, Hildegard Knef a devenit o actriță renumită.

## Acțiune
În centrul acțiunii se află Marina, o prostituată și prietenul ei un pictor. Mama Marinei își înșală soțul, care va fi ulterior arestat împreună cu ea de gestapo, ei fiind trădați de fratele ei vitreg al Marinei.
Marina se îndrăgostește de un pictor care suferă de cancer cerebral. Pentru finanțarea operației ea se dedă din nou prostituției. Operația nu aduce rezultatul scontat, pentru a uita prezentul tânăra pereche vizitează Italia și apoi Viena. Marina își îngrijește prietenul care între timp orbise și în final se sinucide. Scandalul public a fost cauzat în 1951 prin prezentarea Marinei în postură nudă.

## Distribuție
- Hildegard Knef: Marina
- Gustav Fröhlich: Alexander (pictor)
- Änne Bruck: mama Marinei
- Wera Frydtberg: colegă
- Robert Meyn: tatăl vitreg al Marinei
- Jochen-Wolfgang Meyn: fratele vitreg al Marinei
- Andreas Wolf: medic